# Kostroševci
Kostroševci (izvirno srbsko Кострошевци) je naselje v Srbiji, ki upravno spada pod Občino Surdulica; slednja pa je del Pčinjskega upravnega okraja.

## Demografija
V naselju, katerega izvirno (srbsko-cirilično) ime je Кострошевци, živi 77 polnoletnih prebivalcev, pri čemer je njihova povprečna starost 58,1 let (56,1 pri moških in 60,3 pri ženskah). Naselje ima 43 gospodinjstev, pri čemer je povprečno število članov na gospodinjstvo 1,88.
To naselje je v glavnem bolgarsko (glede na popis iz leta 2002).
|  |

| Demografija | Demografija     | Demografija     |
| Leto        | Št. prebivalcev | Št. prebivalcev |
| ----------- | --------------- | --------------- |
|             |                 |                 |
|             |                 |                 |
|             |                 |                 |
|             |                 |                 |
| 1948        | 745             |                 |
| 1953        | 778             |                 |
| 1961        | 668             |                 |
| 1971        | 500             |                 |
| 1981        | 243             |                 |
| 1991        | 122             | 122             |
| 2002        | 81              | 81              |
|             |                 |                 |

| Etnična sestava po popisu iz leta 2002 | Etnična sestava po popisu iz leta 2002 | Etnična sestava po popisu iz leta 2002 | Etnična sestava po popisu iz leta 2002 | Etnična sestava po popisu iz leta 2002 |
| -------------------------------------- | -------------------------------------- | -------------------------------------- | -------------------------------------- | -------------------------------------- |
| Bolgari                                | Bolgari                                |                                        | 73                                     | 90,12%                                 |
| Srbi                                   | Srbi                                   |                                        | 4                                      | 4,93%                                  |
| Jugoslovani                            | Jugoslovani                            |                                        | 2                                      | 2,46%                                  |
| Neznano                                | Neznano                                |                                        | 0                                      | 0,0%                                   |